# José Carlos Ramos
José Carlos Conde Ramos (n. Paraná, 25 de agosto de 1945) es un político argentino del Partido Justicialista, que fue diputado nacional entre 1987 y 1991. Formó parte del Grupo de los Ocho.

## Biografía
En su juventud estudió medicina en la Universidad Nacional de Córdoba; al producirse el Cordobazo, fue creador de la agrupación Peronismo de Base. Abandonados los estudios universitarios, se convirtió en dirigente de la UOCRA (Unión Obrera de la Construcción de la República Argentina) en Córdoba.
Más tarde fue amigo de Mario Santucho, fue entegrante de las FAP Fuerzas Armadas Peronistas.
Tras el regreso de la democracia en 1983, Ramos organizó las Mesas de Trabajo Peronistas, una agrupación de base que resultó muy exitosa para extender su influencia política por toda la provincia. En 1986 fue el principal dirigente aliado a Jorge Busti en las elecciones que les permitieron derrotar al entonces presidente del peronismo entrerriano, Carlos Vairetti, organizando el sector renovador que llevó a Busti a la gobernación y a Ramos a la Cámara de Diputados. Pero la asunción de Busti a la gobernación marcó el inicio de la decadencia de las Mesas de Trabajo, cuyos militantes pasaron a ser en su mayoría funcionarios o empleados públicos.
Desde el inicio de la presidencia de Carlos Saúl Menem, Ramos se identificó con un grupo opositor desde el peronismo, conocido como el Grupo de los Ocho, por ser ocho los diputados que formaban parte de ese bloque parlamentario. Se opuso a la política de privatizaciones y liberalismo del presidente, y denunció penalmente al ministro Eduardo Bauzá.
En diciembre de 1990 participó en elecciones internas en el peronismo entrerriano, llamando la atención por el muy escaso caudal de votos que reunió.
Tras el final de su mandato como diputado, fue asesor de varios sindicatos y gerente de la obra social OSPRERA.
Durante la presidencia de Eduardo Duhalde fue presidente del Consejo Asesor para la Formulación de Políticas Públicas y luego interventor del Partido Justicialista de la Provincia de Corrientes. En 2003 fue precandidato a gobernador de su provincia, pero posteriormente retiró su candidatura. En 2007 apoyó la Concertación Plural que llevó a la presidencia a Cristina Fernández de Kirchner, aunque posteriormente se distanció del oficialismo.
En la presidencia de Alberto Fernández es designado Cónsul General en la Ciudad de Asunción, República del Paraguay.